# Лебідь Юрій Анатолійович
Ле́бідь Ю́рій Анато́лійович (нар. 2 травня 1967, Суми, СРСР) — український військовик, генерал-лейтенант, начальник Східного територіального управління Національної гвардії України. З 27 січня 2022 року до 8 липня 2023 року — Командувач Національної гвардії України.
У жовтні 2022 року увійшов до списку 25 найвпливовіших українських військових від НВ.

## Життєпис
Юрій Лебідь народився у Сумах. У 1988 році закінчив Сумське вище артилерійське командне училище. У 2004 році закінчив Національну академію оборони України. Пройшов шлях від командира взводу до командира полку спеціального призначення «Тигр».
Під час Євромайдану командував полком внутрішніх військ «Тигр», який 9 грудня 2013 року у Василькові здійснював прорив блокади мітингувальників, що заважали прибуттю силовиків до Києва.
Навесні 2014 року призначений на посаду тимчасово виконуючого обов'язки начальника Східного територіального управління Національної гвардії України. 12 травня був викрадений в Донецьку невідомими озброєними особами під час повернення зі служби додому. За тиждень звільнений.
13 червня 2019 року Президент України Володимир Зеленський призначив Лебедя заступником командувача НГУ.
27 січня 2022 року призначений в.о Командувача, з 25 лютого — Командувачем Національної гвардії України. Член Ставки Верховного Головнокомандувача (2022-2023).

## Нагороди
- Орден Богдана Хмельницького III ст. (25 березня 2016) — за особисту мужність і високий професіоналізм, виявлені у захисті державного суверенітету та територіальної цілісності України, зразкове виконання військового обов'язку[11]

## Родина
Одружений, має доньку.

## Декларація
- Е-декларація [Архівовано 26 березня 2019 у Wayback Machine.]